# Suhela
Suhela is een geslacht van vlinders uit de familie van de grasmotten (Crambidae). De wetenschappelijke naam van dit geslacht is voor het eerst voorgesteld door Navneet Singh, Rahul Ranjan, Jagbir Singh Kirti en Kailash Chandra in een publicatie uit 2022.

## Soorten
- S. alboflavalis (Moore, 1888)
- S. cuneus Rao, Sivaperuman & Mally, 2024